# حاييم ساباتو

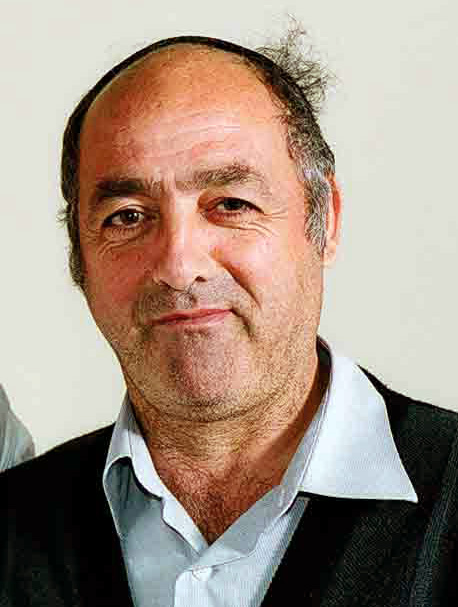
الحاخام حاييم ساباتو

حاييم ساباتو حاخام ومؤلف إسرائيلي. 

## سيرة شخصية
ولد حاييم سباتو لعائلة من أصل حلب سوري في القاهرة. في الخمسينيات من القرن الماضي، هاجرت عائلته إلى إسرائيل وعاشت في «معبرة» (مخيم مؤقت) في كريات هوفل، القدس. درس في تلمود توراة في بيت نباتي، في المنطقة المجاورة، وبعدها التحق بمدرسة «نتيف مئير» الدينية الثانوية، أيضًا في بيت فيغان. كان الحاخام أرييه بينا، روش يشيفا من «نتيف مئير»، أحد مؤثراته الرئيسية.
بعد التخرج، التحق ببرنامج «هسدير» في يشيفات هاكوتيل، في البلدة القديمة من القدس، والذي يجمع بين الدراسة الدينية والخدمة العسكرية. قادته تجاربه خلال حرب يوم الغفران، وهو في الحادية والعشرين من عمره، إلى كتابة «تعديل المشاهد» .
بعد الحرب، أمضى ساباتو السنوات القليلة التالية في مدرسة يشيفات مركاز هاراف، الموطن الروحي للصهيونية الدينية. بعد تلقيه الرسامة الحاخامية، شارك ساباتو في تأسيس يشيفات بركة موشيه في معاليه أدوميم، بالقرب من القدس، في عام 1977.